# Priit Pärn

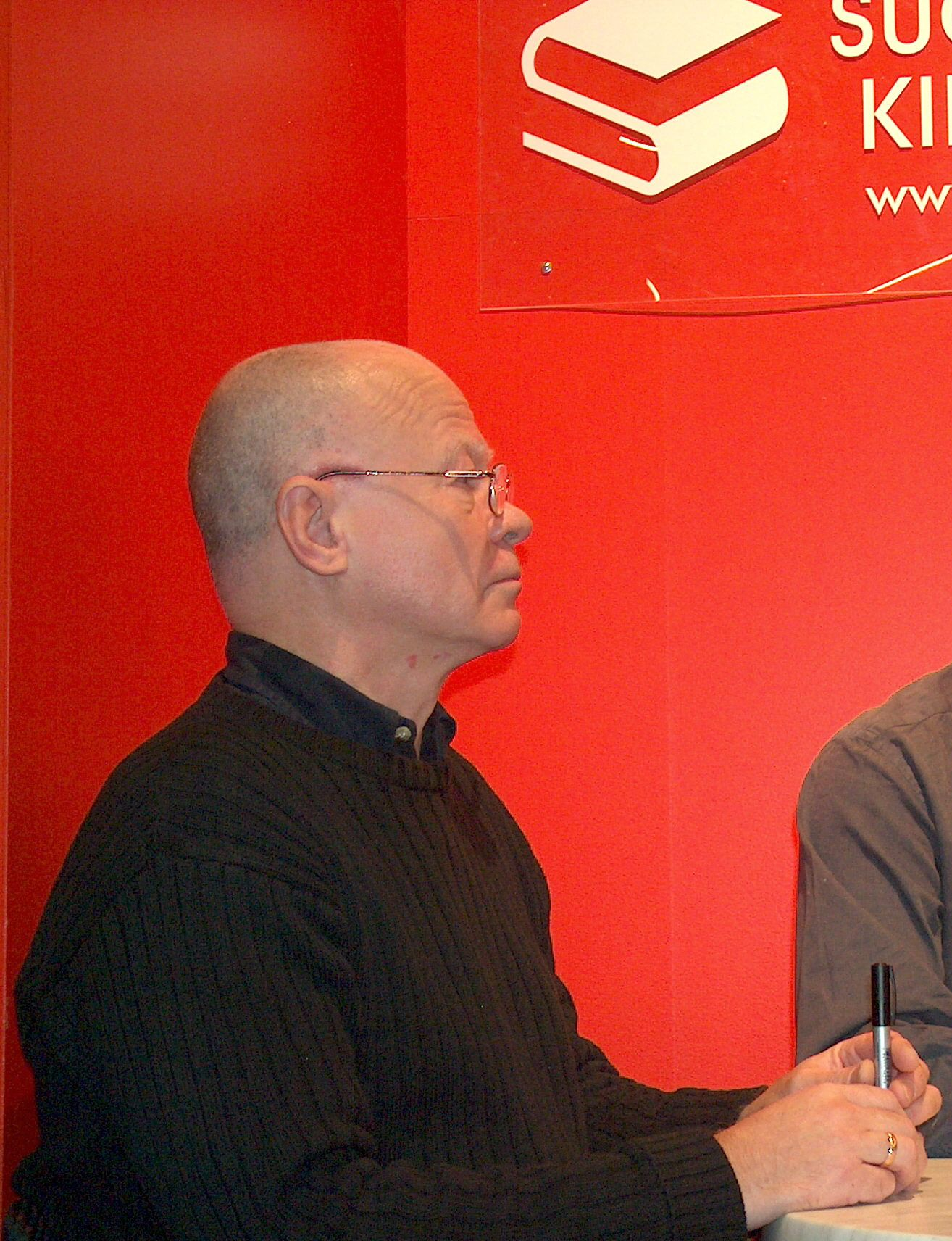
Priit Pärn (2004)

Priit Pärn (* 26. August 1946 in Tallinn) ist ein estnischer Zeichentrick-Regisseur.

## Leben
1965 schloss Priit Pärn das Gymnasium von Tapa ab. Er studierte bis 1970 Biologie an der Universität Tartu und war danach als Ökologe und Pflanzenbiologe in Tallinn tätig. Seine filmische Karriere begann 1974 unter der Anleitung von Rein Raamat als Zeichner für den estnischen Trickfilm Kilplased. Ab 1976 arbeitete Pärn bei der Zeichentrickabteilung der staatlichen estnischen Filmgesellschaft Tallinnfilm. Bereits 1977 gelang ihm sein Regiedebüt mit Kas maakera on ümmargune? Seit 1994 arbeitet er für das Filmstudio Tallinn Joonisfilm.
Zwischen 1994 und 1997 unterrichtete Priit Pärn das Fach Zeichentrick an der Kunstakademie in Turku. Seit Herbst 2006 ist er Leiter der Abteilung Animation der Estnischen Kunstakademie. Neben seiner Regie- und Drehbuchtätigkeit ist er auch als Graphiker, Karikaturist und Illustrator tätig. Besonders bekannt wurde seinen Illustrationen zu den Kinder- und Jugendbüchern von Kari Hotakainen.

## Filmisches Werk
Priit Pärn ist heute einer der bekanntesten Zeichentrickregisseure in Estland. Seine Filme haben zahlreiche internationale Preise erhalten. 2001 wurde er in Ottawa für sein Lebenswerk durch die Association internationale du film d’animation (ASIFA) geehrt. 2004 wurde ihm auf dem Zeichentrickfestival von Fredrikstad (Norwegen) die Auszeichnung Il tempo gigante verliehen.
Der Stil von Priit Pärn ist von schwarzem Humor, spielerischem Surrealismus, Selbstironie und einer besonderen zeichnerischen Handschrift geprägt.

## Filme
- Kas maakera on ümmargune? (1977)
- ... ja teeb trikke (1978)
- Harjutusi iseseisvaks eluks (1980)
- Kolmnurk (1982)
- Aeg maha (1984)
- Eine murul (1987)
- Kustuta valgus (Reklameclip, 1988)
- Hotel E (1992)
- 1895 (1995, Co-Regie: Janno Põldma)
- Deliss (Reklameclip, 1995)
- Absolut Pärn (Reklameclip, 1996)
- Porgandite öö (1998)
- Karl ja Marilyn (2003)
- Frank ja Wendy (2003–2005, Co-Regie: Priit Tender, Ülo Pikkov, Kaspar Jancis)
- Life Without Gabriella Ferri (2008, Co-Regie Olga Pärn, geb. Marchenko)